# Ahola (Träskända)

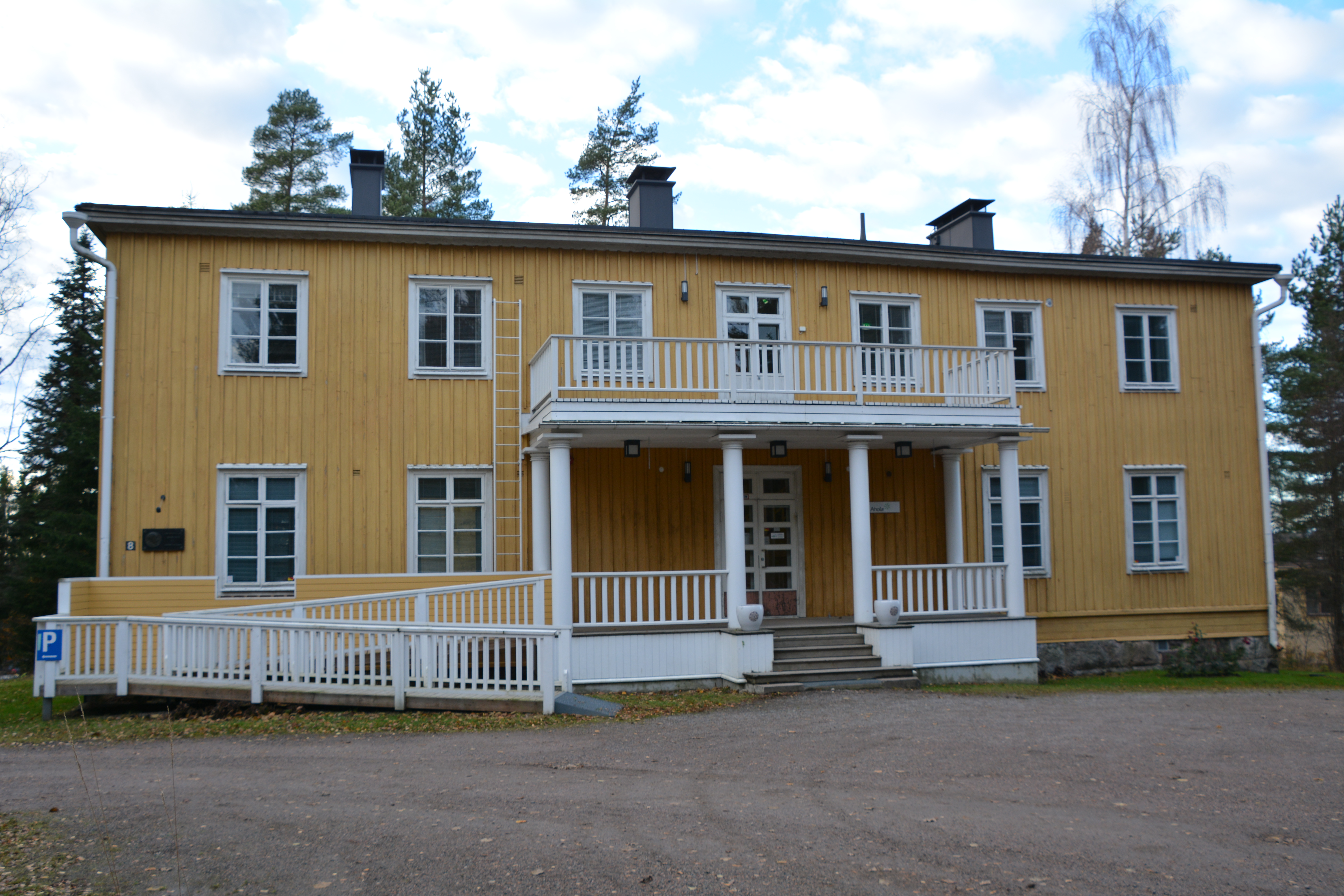
Ahola efter ombyggnad, inklusive påbyggnad med en våning, på 1930-talet.

Ahola, ursprungligen Villa Vårbacka, är en finländsk villa och konstnärshem strax söder om Träskända.
Juhani Aho och Venny Soldan-Brofeldt flyttade 1897 in i huset, som hade byggts nära torpet Vårbacka på Träskända gårds marker.  De bodde där till 1911. Efter familjen Ahos bosättning i Ahola uppstod vid sekelskiftet 1900 en konstnärskoloni vid Tusby träsk. Pekka Halonen flyttade in i sitt egenritade hus Halosenniemi vid Tusby Strandväg 1902. Andra konstnärer som flyttade till området var Eero Järnefelt på Suviranta, Jean Sibelius på Ainola, Juho Heikki Erkko på Erkkola och Eino Leino.
Ahola var ursprungligen ett envåningshus, men byggdes på med en våning på 1920-talet. Den har varit läroanstalt för hushållslärare och lanthushållsskola. Det är numera ett författar- och konstnärsmuseum, som drivs av Juhani Aho-sällskapet i samarbete med Träskända stad och Träskända hushållslärarskola.
Byggnaden renoverades på 1990-talet.